# Mohammad Daud Chan
Sardar Mohammad Daud Chan, paszto سردار محمد داود خان (ur. 18 lipca 1909 w Kabulu, zm. 28 kwietnia 1978 tamże) – afgański wojskowy i polityk, premier Afganistanu w latach 1953–1963, pierwszy prezydent Afganistanu w latach 1973–1978. Nazywany „czerwonym księciem”.

## Życiorys

### Młodość i kariera
Mohammad Daud Chan urodził się w Kabulu jako najstarszy syn dyplomaty Mohammada Aziz Chana (brata Mohammada Nadir Szaha, króla Afganistanu w latach 1929–1933), zamordowanego w Berlinie w 1933 roku, w czasie, kiedy był ambasadorem Afganistanu w Niemczech. Uzyskał wykształcenie we Francji, w latach 1932–1938 generał – gubernator prowincji Wschodniej i Kandaharskiej. W 1939-1946 dowódca korpusu wojskowego stacjonującego w Kabulu. W latach 1946–1947 minister spraw wewnętrznych, a następnie minister obrony narodowej (1948-1951).

### Premier
7 września 1953 roku Mohammad Daud Chan został mianowany premierem przez króla Zaher Szaha, otrzymując jednocześnie teki ministra obrony narodowej i ministra spraw wewnętrznych. Okres urzędowania Daud Chana jako premiera jest znany jako „dekada Dauda”. Daud Chan podejmował próby modernizacji i uprzemysłowienia kraju. Do jego dokonań należy zaliczyć zakończenie budowy tamy na rzece Helmand, co wybitnie przyczyniło się do poprawy standardów życia w południowo-zachodnim Afganistanie, oraz poczynienie kroków w stronę równouprawnienia kobiet. Od 1947 roku Afganistan naciskał na przyznanie pakistańskim Pasztunom autonomii, ale działania te nie przyniosły efektów i przyczyniły się do długotrwałego kryzysu w relacjach z Pakistanem. W 1961 roku, w rekcji na prowadzoną przez Daud Chana politykę wsparcia dla bojówek pasztuńskich na obszarach wzdłuż linii Duranda, Pakistan zamknął granicę z Afganistanem. Doprowadziło to do kryzysu gospodarczego i uzależnienia Afganistanu od ZSRR, który stał się jego głównym partnerem handlowym. W ciągu kilku miesięcy, ZSRR wysłał do Afganistanu samoloty odrzutowe, czołgi, ciężką i lekką artylerię o wartości 25 milionów USD. W 1962 roku Daud Chan wysłał armię afgańską do Pakistanu, aby sprowokować wybuch powstania Pasztunów na północy kraju, ale zamiar ten się nie powiódł. 10 marca 1963 roku król Zaher Szah zmusił Daud Chana do złożenia dymisji. Wydarzenie to sprawiło, że ambitny polityk stał się od tej pory zaciętym wrogiem monarchy. Reakcją Pakistanu na dymisję Daud Chana było ponowne otwarcie granicy z Afganistanem w maju tego samego roku.

### Prezydent
Na skutek długotrwałej suszy w latach 1970–1973, w wyniku której zmarło z głodu ok. 80 tys. osób (mimo dostaw żywności z USA, ZSRR i Chin), gwałtownie pogorszyła się sytuacja gospodarcza Afganistanu. Doszło także do nasilenia się napięć wewnętrznych. Wykorzystując sytuację, 17 lipca 1973 roku Daud Chan z Ludowo-Demokratycznej Partii Afganistanu (a konkretnie jej umiarkowanej frakcji „Parczam”) i grupą radykalnych oficerów dokonał bezkrwawego zamachu stanu i obalił nieobecnego w kraju króla Zaher Szaha. Tego samego dnia ogłoszony został przez Daud Chana (w orędziu radiowym do narodu) koniec monarchii afgańskiej i proklamowana została Republika Afganistanu. Daud Chan odwdzięczył się LDP-A za pomoc w obaleniu króla, powierzając działaczom umiarkowanego „Parczamu” 7 stanowisk ministerialnych w republikańskim rządzie. Po obaleniu monarchii Daud Chan został prezydentem, szefem rządu, ministrem obrony narodowej oraz ministrem spraw zagranicznych Afganistanu. Demokratyczna konstytucja z 1964 roku została zawieszona, a działający na jej podstawie dwuizbowy parlament (Izba Ludowa i Izba Starszych) został zastąpiony przez Wielkie Zgromadzenie, którego członkowie w znacznej części pochodzili z nominacji prezydenta.
W początkowym okresie rządów Daud Chan prowadził politykę współpracy z ZSRR, co nie spodobało się Stanom Zjednoczonym które oskarżyły go o chęć wprowadzenia w kraju rządu według wzorca radzieckiego. W 1974 roku zatwierdził plan gospodarczy, którego celem było zwiększenie potencjału wojskowego Afganistanu. Przyczyniły się do tego rosnące obawy o brak nowoczesnej armii, która mogłaby dorównać siłom zbrojnym Iranu i Pakistanu. Przez następne dwa lata Międzynarodowy Port Lotniczy w Kabulu i baza lotnicza w Bagram otrzymywały dostawy zaawansowanej technicznie broni produkcji radzieckiej. W dniach 12–15 kwietnia 1977 roku Daud Chan złożył wizytę w Moskwie. Od 1976 roku, w obliczu wzrostu popularności LDPA, Daud Chan zacieśniał relacje z państwami zachodnimi, a także z innymi krajami muzułmańskimi. W 1976 roku podpisał z Pakistanem wstępny układ o rozwiązaniu problemu Pasztunów mieszkających na południe od linii Duranda, a w 1977 roku zawarł z Egiptem umowę o współpracy wojskowej. Nowy kurs polityki Daud Chana nie spodobał się Kremlowi, który obawiał się utraty kontroli nad rządem w Kabulu i planował nawet obalenie Daud Chana oraz ustanowienie w Afganistanie proradzieckiego rządu. Obalenie Daud Chana planowali także przebywający na emigracji (głównie w Pakistanie) opozycjoniści, spośród których wielu zasiliło później szeregi mudżahedinów, m.in. Burhanuddin Rabbani (prezydent w latach 1992–1996) oraz Gulbuddin Hekmatjar (premier w latach 1993–1994 i w okresie czerwiec-wrzesień 1996 roku).
30 stycznia 1977 roku Wielkie Zgromadzenie zatwierdziło nową konstytucję, wprowadzającą prezydencką formę rządów i system jednopartyjny, z Partią Rewolucji Narodowej (założoną w 1974 roku) jako jedyną legalną partią. Jednocześnie zdelegalizowano wszystkie partie polityczne oraz wykluczono z rządu przedstawicieli „Parczamu”. Wszelka opozycja wobec rządu była tłumiona. Aresztowano m.in. Mohammada Haszima Maiwandwala (byłego premiera o poglądach liberalnych, sprawującego urząd w latach 1965–1967) wraz z czterdziestoma innymi osobami, z których cztery skazano na karę śmierci. W więzieniu, według wersji oficjalnej, Maiwandwal „popełnił samobójstwo”. Terror stosowany wobec opozycji zaczął dominować jako metoda walki politycznej; w 1974 roku utworzono w Kabulu więzienie Pol-e-Czarki, do którego w następnych latach trafiło dziesiątki tysięcy obywateli Afganistanu. Do więzień masowo trafiali również byli sojusznicy Dauda z LDPA w tym Hafizullah Amin, Babrak Karmal i Nur Mohammad Taraki.

### Rewolucja kwietniowa
19 kwietnia 1978 roku odbył się pogrzeb Mir Akbara Chajbara, zamordowanego działacza LDPA z frakcji „Parczam”. Polityczne zabójstwo zorganizowane przez Dauda przyczyniło się on do mobilizacji LDPA – szacuje się, że ok. 10–30 tys. osób wysłuchało przemówień liderów LDPA, takich jak Nur Mohammad Taraki, Hafizullah Amin i Babrak Karmal. Daud Chan, zaniepokojony tą demonstracją siły LDPA, wydał nakaz aresztowania liderów LDPA. Jeden z nich, Hafizullah Amin – późniejszy prezydent Afganistanu, krótko wcześniej dał zwolennikom LDPA w armii sygnał, by rozpoczęli zamach stanu. 26 kwietnia armia została postawiona w stan gotowości ze względu na podejrzenie zamachu stanu. Rozpoczął się on 27 kwietnia od ruchów sympatyzujących z LDPA żołnierzy na Międzynarodowym Porcie Lotniczym w Kabulu. W ciągu następnych 24 godzin zajęli oni Kabul i rozbili lojalne wobec Daud Chana oddziały. Następnego dnia rano uczestniczący w przewrocie żołnierze wkroczyli do Pałacu Prezydenckiego i zastrzelili Daud Chana wraz z większością członków jego rodziny. Śmierć Daud Chana nie została jednak publicznie ogłoszona – nowy rząd oświadczył, iż Daud Chan zrzekł się urzędu z przyczyn zdrowotnych.
28 czerwca 2008 roku ciało Daud Chana zostało odnalezione w masowym grobie odkrytym na obrzeżach Kabulu. Oprócz zwłok Daud Chana znaleziono też ciała kilku członków jego rodziny oraz rządu. 4 grudnia 2008 roku Ministerstwo Zdrowia Afganistanu poinformowało, że zwłoki Daud Chana zostały zidentyfikowane na podstawie uzębienia. 17 marca 2009 roku odbył się państwowy pogrzeb Daud Chana.